# Antonio de Fonseca
Antonio de Fonseca (Toro, 1503 – ?, 20 de marzo de 1557) fue un religioso y hombre de estado español, prior de Roncesvalles en 1542, regente del Consejo Real de Navarra, obispo de Pamplona entre 1545-50, patriarca de Indias y presidente del Consejo de Castilla entre 1553-57.